# Josef Bayer
Josef Bayer (Viena, 6 de marzo de 1852-12 de marzo de 1913) fue un compositor, director de orquesta y violinista austríaco.

## Biografía
Estudió en el Conservatorio de Viena con Josef Hellmesberger, Otto Dessoff y Anton Bruckner. Desde 1870 fue violinista de la orquesta de la Ópera de la Corte de Viena. Compuso sobre todo ballets —unos veinte—, así como operetas, escenas de baile y otras piezas musicales. Su primer éxito fue el ballet Vals Vienés (1885), aunque su obra más conocida es La muñeca de hadas (Die Puppenfee, 1888), que se sigue representando todos los años en la Ópera Estatal de Viena. En 1901 finalizó el ballet La Cenicienta de Johann Strauss, que había dejado inacabada debido a su fallecimiento en 1899, pese a las críticas de Gustav Mahler, que opinaba que desvirtuaba el trabajo de Strauss. Fue autor también de varias operetas, como El Caballero de San Marcos (1882), Señor Menelao (1896), El comisionado (1904) y Duelo de mujeres (1907).

## Obras destacadas

### Ballet
- Wiener Walzer
- Die Puppenfee
- Österreichische Märsche
- Rund um Wien
- Sonne und Erde
- Die Braut von Korea

### Operetas
- Der Chevalier von San Marco (1882)
- Mister Menelaus (1896)
- Fräulein Hexe (1898)
- Der Polizeichef (1904)
- Spitzbub & Cie (1907)
- Das Damenduell (1907)